# Musical Showstar 2008
Musical Showstar 2008 war eine Castingshow, die im Jahr 2008 im ZDF durchgeführt wurde. Moderiert wurde die Castingshow von Thomas Gottschalk.
Vom 31. März bis zum 3. April wurde täglich eine Castingshow ausgestrahlt, in denen die Juroren aus den Teilnehmern zehn Finalisten für die Finalrunden ausgewählt haben. In drei Live-Finalshows wählten die Zuschauer per Televoting einen männlichen und einen weiblichen Gewinner, welche die Hauptrollen von Rusty und Pearl in dem Musical Starlight Express angeboten bekamen.

## Hintergrund
Bewerbungen für Musical Showstar 2008 konnten bis zum 14. Dezember 2007 online eingereicht werden. Im Januar 2008 fanden schließlich die Castings in Wien sowie in mehreren deutschen Großstädten statt.

## Mitwirkende
| Jury             | Beruf                              |
| Katja Ebstein    | Sängerin                           |
| Uwe Kröger       | Musicaldarsteller                  |
| Alexander Goebel | österreichischer Musicaldarsteller |

| Kandidaten in den Finalrunden |
| Kaj Binder                    |
| Petter Bjällö                 |
| Marcel Brauneis               |
| Christina Maria Brenner       |
| Franziska Forster             |
| Alexander Herzog              |
| Navina Heyne                  |
| Kevin Köhler                  |
| Sarah Medina                  |
| Anna Maria Schmidt            |

## Finalrunden

### Erste Live-Show
Alle zehn Kandidaten eröffneten die Live-Show mit dem gemeinsamen Song „Fame“ aus dem gleichnamigen Musical Fame.
| Kandidaten              | Songs                               | Musical                  |
| Kevin Köhler            | „Tragedy“                           | Saturday Night Fever     |
| Christina Maria Brenner | „Erinnerung“                        | Cats                     |
| Marcel Brauneis         | „Can You Feel the Love Tonight“     | Der König der Löwen      |
| Franziska Forster       | „And I'm Telling You I'm Not Going“ | Dreamgirls               |
| Alexander Herzog        | „Ich“                               | Die Schöne und das Biest |
| Navina Heyne            | „Frei und schwerelos“               | Wicked                   |
| Petter Bjällö           | „Dies ist die Stunde“               | Jekyll & Hyde            |
| Sarah Medina            | „Dance: Ten, Looks: Three“          | A Chorus Line            |
| Kaj Binder              | „Sandy“                             | Grease                   |
| Anna Maria Schmidt      | „Farbenspiel des Winds“             | Pocahontas               |

In der ersten Live-Show sind Kaj Alexander Binder und Navina Heyne ausgeschieden.
Als Gäste auf Gottschalks Sofa waren Rolando Villazón und Ute Lemper. Sie sang am Ende den Song Cabaret aus dem gleichnamigen Musical Cabaret.

### Zweite Live-Show
Alle acht Kandidaten eröffneten die Live-Show auf Rollschuhen mit einem Medley aus Starlight Express.
| Kandidaten              | Songs                               | Musical                                      |
| Petter Bjällö           | „I Got Life“                        | Hair                                         |
| Christina Maria Brenner | „Ich gehör nur mir“                 | Elisabeth                                    |
| Kevin Köhler            | „Wie vom Traum verführt“            | Joseph and the Amazing Technicolor Dreamcoat |
| Sarah Medina            | „Macavity“                          | Cats                                         |
| Marcel Brauneis         | „I Want to Break Free“              | We Will Rock You                             |
| Anna Maria Schmidt      | „There Are Worse Things I Could Do“ | Grease                                       |
| Alexander Herzog        | „Draussen“                          | Der Glöckner von Notre Dame                  |
| Franziska Forster       | „All That Jazz“                     | Chicago                                      |

Es schieden Petter Bjällö und Sarah Medina aus. Die Prominenten Meat Loaf und die US-Amerikanerin Helen Schneider begleiteten die Sendung. Letztere hatte mit einer deutschen Fassung von Don't Cry For Me, Argentina aus dem Musical Evita auch einen eigenen Auftritt. Kevin Köhlers Darbietung von Wie vom Traum verführt aus dem Musical Joseph wurde vom Kinderchor „Kids on Stage“ begleitet.

### Finale
Die verbliebenen sechs Kandidaten eröffneten das Finale mit dem Song „Willkommen“ aus Cabaret.
Duette
| Kandidaten                                  | Songs                         | Musical              |
| Marcel Brauneis & Kevin Köhler              | „Don't Stop Me Now“           | We Will Rock You     |
| Anna Maria Schmidt & Alexander Herzog       | „Mehr will ich nicht von dir“ | Das Phantom der Oper |
| Franziska Forster & Christina Maria Brenner | „Dancing Queen“               | Mamma Mia!           |

Solo
| Kandidaten              | Songs                  | Musical                 |
| Alexander Herzog        | „I Am What I Am“       | Ein Käfig voller Narren |
| Christina Maria Brenner | „Die Wahrheit“         | Aida                    |
| Marcel Brauneis         | „Maria“                | West Side Story         |
| Franziska Forster       | „Vielleicht diesmal“   | Cabaret                 |
| Kevin Köhler            | „Your Song“            | Moulin Rouge            |
| Anna Maria Schmidt      | „Gold von den Sternen“ | Mozart!                 |

Das Finale am 18. April 2008 in Köln konnten die 24-jährige Mathematik- und Sportstudentin Anna-Maria Schmidt aus Bernshausen bei Göttingen und der 21-jährige Kevin Köhler aus Oer-Erkenschwick für sich entscheiden. Die Prominenten George Hamilton und Rolando Villazón begleiteten die Sendung. Rolando Villazón hatte auch einen eigenen Auftritt wie auch die Sängerin Sarah Brightman mit dem Song Symphony, eine Coverversion des Songs Simphonie der deutschen Band Silbermond. Das Finale sahen 3,81 Millionen Zuschauer, was einem Marktanteil von 14,8 Prozent entsprach.
Ein Live-Orchester und ggf. ein Ballett-Ensemble unterstützten die Kandidaten. Uwe Kröger war selbst der erste deutsche Darsteller des Rusty in der Bochumer Inszenierung von Starlight Express.
Kevin Köhler trat im Anschluss sein Engagement als Rusty an und ist seitdem in Bochum als Hauptdarsteller zu sehen, während Anna-Maria-Schmidt während der Proben erkannte, dass sie das Engagement in einer Hauptrolle überfordert. Daher entschloss sie sich, zunächst ihr Studium zu Ende zu führen.

## Ähnliche Castingshows für Musicaldarsteller
Deutschland
- Ich Tarzan, Du Jane! bei Sat.1, Deutschland, im Frühjahr 2008, für das Musical Tarzan

Österreich
- Musical! Die Show beim ORF, Österreich, im Herbst 2007, ursprünglich für das Musical We Will Rock You

Niederlande
- Wie Wordt Tarzan? bei SBS 6, Niederlande, für das Musical Tarzan

Großbritannien
- How Do You Solve A Problem Like Maria? bei BBC One, UK, 2006, für das Musical The Sound of Music
- Any Dream Will Do bei BBC One, UK, 2007, für das Musical Joseph and the Amazing Technicolor Dreamcoat
- Grease Is The Word bei ITV, UK, Sommer 2007, für das Musical Grease
- I'd Do Anything bei BBC One, UK, Frühjahr 2008, für das Musical Oliver!

USA
- Grease: You're The One That I Want! bei NBC, USA, Anfang 2007, für das Musical Grease